# Revisionisme històric a l'Argentina
El Revisionisme històric a l'Argentina és un corrent historiogràfic orientat a modificar la visió de la història, enfrontant la tradicional que va predominar en aquest país des de mitjan segle xix.
En particular, s'ha orientat a defensar la figura dels cabdills federals, considerats com a símbols d'endarreriment polític i cultural, de Juan Manuel de Rosas i als conqueridors i colonitzadors espanyols, als quals el liberalisme del segle xix havia condemnat com la suma de tots els mals.

## Establiment de la historiografia argentina
Fins a la batalla de Caseros, el 1852, no hi va haver historiografia pròpiament dita a l'Argentina. Hi havia memòries, anecdotaris, esbossos històrics. S'hi explica fàcilment: el país s'estava construint i no hi havia temps per fer historiografia. Però després de Caseros, i sobretot de la batalla de Pavón del 1861, es va iniciar la historiografia nacional.
Els iniciadors van ser Vicente Fidel López i Bartolomé Mitre. La història escrita en aquest període va ser orientada a explicar la ruta seguida fins a Caseros i Pavón. Durant les dècades següents, almenys fins a principis del segle xx, la historiografia va seguir els dos mestres, López i Mitre. Entre els seus seguidors es va explicar un dels més aferrissats antirrosistes i antifederals, Antonio Zinny, que va publicar al voltant de 1880 la seva Historia de los gobernadores de las provincias argentinas. Aquesta obra no té res de revisionista, però resulta enormement útil als historiadors d'aquesta tendència per demostrar les seves tesis sobre la suposada falsedat de molts dels articles de fe de la historiografia clàssica, liberal o acadèmica respecte a les províncies.
La seva actuació va ser posteriorment molt criticada pels revisionistes com un model de manca d'objectivitat i per justificar les seves pròpies actuacions (en el cas de Mitre) i la dels companys d'activitat política. Durant el govern de Mitre van aparèixer cronistes, polítics i intel·lectuals que van escriure articles històrics en contra seva al periodisme, com Juan Bautista Alberdi, José Hernández, Rafael Hernández, Carlos Guido y Spano, Olegario Víctor Andrade i Miguel Navarro Viola. Part d'aquestes produccions es llegeixen avui com a «historiografia revisionista», però llavors els seus autors estaven fent política, no historiografia. Però van tenir un indubtable mèrit per haver obert el camí amb tenacitat i certa qualitat literària. Per a ells, la colonització espanyola, els cabdills federals i Rosas van ser el «model a no imitar», el passat que calia deixar enrere completament, les referències negatives universals.

## Adolfo Saldías
La primera veu dissonant va ser la d'Adolfo Saldías, un advocat liberal, admirador de Mitre i que, justament per això, va voler ser el continuador. Per això va començar a estudiar amb cura la història del 1824 en endavant.
La seva curiositat i la seva lleialtat intel·lectual el van portar a descobrir documents fins aleshores ocults o oblidats. Es va traslladar a Londres, on va poder llegir els arxius de Rosas, cedits per la seva filla Manuelita. El 1881 va publicar la seva primera versió del que el 1888 es convertiria en la seva obra mestra, Historia de la Confederación Argentina. Estava dedicat a Mitre, a qui va enviar una còpia perquè ho jutgés. Mitre li va respondre lapidàriament, condemnant la feina, les seves conclusions i el seu autor. La premsa va amagar el llibre a consciència, limitant-ne enormement la publicació. Com a autor, va ser pràcticament condemnat a la «mort civil», ja que no va ser comentat a la premsa, ni tan sols per condemnar-ho.
L'obra de Saldías no era l'apologia de Rosas; era un treball honest d'un liberal, que ho havia desenvolupat amb criteri liberal, i condemnant molts aspectes del govern de Rosas, però no tots. Va rescatar el seu govern fort, i sobretot, la defensa de la sobirania nacional durant el període dels bloquejos francesos i anglesos (1838-1850).
El llibre de Saldías i la seva condemna per Mitre van ser assenyalats com el moment fundacional del «revisionisme històric argentí».
Per aquesta mateixa època, va aparèixer la Historia diplomática latinoamericana, de Vicente G. Quesada, en què per primera vegada es denunciava la política imperialista del Brasil, el gran aliat dels unitaris. Però no era, de fet, un llibre revisionista.

## Després de Saldías
El 1890, l'exgovernador de la província de Buenos Aires, Carlos Alfredo D'Amico, va publicar Buenos Aires, sus hombres, su política, en què atacava particularment Mitre, deixant gairebé en ridícul la figura de qui ja era considerat un pròcer en vida.
El 1898, Ernesto Quesada, fill de Vicente, de nen visitant a la casa de Rosas a Southampton i més tard gendre del general Ángel Pacheco, va publicar La época de Rosas, al que va afegir més tard quatre volums sobre la guerra civil del 1840. Quesada, home respectat per la seva cultura i el seu poder econòmic i social, va poder veure com la seva obra va ser allunyada del públic per la política dels grans diaris de no difondre-la, ni tan sols per injuriar-la.
El 1906 va aparèixer Juan Facundo Quiroga, de David Peña, versió en llibre d'una sèrie de conferències publicades tres anys abans a la Facultat de Filosofia i Lletres de la Universitat de Buenos Aires. Va ser la primera reivindicació del cabdill de La Rioja, fins aleshores símbol de barbàrie, endarreriment i crueltat.
Anys més tard, Peña va defensar el seu antic amic Juan Bautista Alberdi dels atacs dels liberals (davant el desig d'imposar-li el nom a un carrer) per part dels mitristes. En aquesta defensa, Peña va redescobrir l'Alberdi oblidat, al posterior a les Bases, opositor a Mitre i als seus aliats. La seva obra va ser reeditada el 1965 com Alberdi, los mitristas y la guerra de la Triple Alianza
El 1912 va aparèixer un llibre purament liberal, però que va iniciar una visió diferent de la història política: Estudio sobre las guerras civiles argentinas, de Juan Álvarez. És que la historiografia liberal havia estat dominada per la idea positivista que cadascun dels actors del drama històric es movia només per raons intel·lectuals (encara que de vegades barallessin pel principi abstracte de la «llibertat»), mai per raons emocionals, ni de bon tros econòmiques. En canvi, Álvarez va demostrar que les guerres civils van ser gairebé exclusivament causades per raons econòmiques.
La justificació i revaloració de Rosas es van iniciar una mica més tard, el 1922, amb Juan Manuel de Rosas. Su historia, su vida, su drama, de Carlos Ibarguren. Aquest llibre va tenir una transcendència històrica notable, i no va poder ser silenciat; els seus adversaris van haver de criticar-ho i discutir-ho, la qual cosa va assegurar-ne la difusió.
Menys important, però ja decididament reivindicatori va ser el llibre Juan Manuel de Rosas. Su reivindicación. Acabava de néixer el «rosisme historiogràfi»c, però no s'identificava encara amb el nacionalisme polític i econòmic.

## Dardo Corvalán Mendilaharsu
Dardo Corvalán Mendilaharsu (1888-1959), advocat, enrolat a la Unió Cívica Radical (UCR), amic i funcionari d'Hipólito Yrigoyen, va començar a publicar articles en revistes a partir de la dècada del 1910 en què mostra una actitud crítica respecte de l'obra de historiadors que, com Bartolomé Mitre i Vicente Fidel López, predominaven a l'estudi de la disciplina de l'època a través de les seves obres. Si bé es manifestava contrari que les passions enfadades de protagonistes i descendents enterboleixin l'anàlisi crítica, el cert és que en els seus treballs es mostra enrolat en una línia de culte dels seus ascendents: el general Manuel Corvalán (primer ajudant de camp de Juan Manuel de Rosas, va ser el seu besavi) i Vicente Corvalán (comissari general de comptadoria de l'exèrcit en operacions de Manuel Oribe, va ser el seu avi). En aquests treballs, en què la base documental és gairebé exclusivament la provinent de l'arxiu familiar del seu avi, segueix una línia favorable no només als esmentats avantpassats sinó també a amics que haurien estat calumniats pels antirrosistes, com el coronel Granada i l'afusellat coronel Costa. Diversos dels seus treballs realitzats a la dècada del 1920 van ser publicats reunits en dos llibres, Sombra histórica (1923) i Rosas (1929), i culminen gairebé invariablement, en la justificació, exculpació o reivindicació de Rosas i de la seva època. Com a excepció un dels assajos vindica Juan Bautista Alberdi i un altre és un comentari sarcàstic de l'obra de teatre La divisa punzó, de Paul Groussac a propòsit d'una frase despectiva cap al seu besavi col·locada al text en boca de Rosas.
Si bé Corvalán Mendilaharsu pondera les obres d'Adolfo Saldías i Ernesto Quesada, els seus treballs tenen dues característiques que els diferencien d'aquelles: en primer lloc, el to agressiu i en segon terme que mostren la intenció de dirigir-se a un públic més ampli (critica el que considera un estil massa erudit d'aquelles que pretén convèncer de la seva posició respecte de la figura de Rosas). En aquest sentit, no centra tant els seus dards en les obres d'historiadors (a excepció de López i ocasionalment, de Mitre) sinó en la de pamfletistes com José Rivera Indarte o novel·listes com José Marmol.
Diu l'historiador Fernando Devoto que en aquests treballs:
| « | …sorprèn no només la cita gairebé exclusiva d'historiadors del segle XIX sinó que l'apel·lació constant al «mètode crític» va acompanyada d'una total absència de referències cap als autors europeus o argentins emblemàtics del mateix (l'únic citat, una vegada, és Rómulo D. Carbia i també de l'ús de la retòrica clàssica de l'erudició, les notes al peu de pàgina o la bibliografia, potser pels propòsits de divulgació abans al·ludits. En general, Corvalán, amb una estratègia advocada, procura presentar tota mena d'arguments a favor de Rosas. | » |

La figura de Rosas a la visió de Corvalan Mendilaharsu en els seus treballs no és la d'un cabdill populista o popular, sinó que ressalta el suport rebut de la gent principal i a més el presenta com, sobretot, un republicà auster, en coincidència sobre això amb Quesada i Saldías. Una de les diferències de Corvalan amb altres historiadors és que dedica gran espai a referir-se a opinions de prestigiosos liberals antirrosistes quan n'extreu conclusions que s'oposen a les predominants en aquest corrent. La seva font principal, no obstant això, segueix sent Saldías i cal assenyalar les seves reiterades referències a la donació del seu sabre per San Martín a Rosas.
Fernando Devoto assenyala que en la seva llarga trajectòria posterior (a les que descriu passant de posicions més rupturistes a altres de més ambigües) s'ho troba a Corvalán col·laborant per una banda en la Historia de la Nación Argentina impulsada per l'Acadèmia Nacional d'Història dirigida per Ricardo Levene en el volum IV del qual va publicar el seu treball molt citat Los símbolos patrios i escrivint notes a El Hogar, La Nación y La Prensa, encara que paral·lelament presidís des de mitjans de la dècada del 1930 la Junta Pro repatriación de los restos de Juan Manuel de Rosas i es incorporés a l'Institut d'Investigacions Històriques Juan Manuel de Rosas.
També va ser d'extracció radical Ricardo Caballero, que amb un discurs al Senat Nacional en defensa del cabdill federal Ángel Vicente Peñaloza, va ser dels primers d'aquest corrent a inscriure's al Revisionisme.
El 1925 va aparèixer la Historia de la historiografía argentina de Rómulo Carbia, l'iniciador del «revisionisme hispanocatòlic». Més tard va publicar Historia de la leyenda negra hispanoamericana i La nueva historia del descubrimiento de América.

## LaDècada Infame
Fins aquell moment, els historiadors no s'identificaven a si mateixos com a part d'una escola, eren simples escriptors aïllats que publicaven les seves obres posant en relleu la seva oposició a la visió clàssica de la història argentina. Però la sòlida oposició de l'Acadèmia Nacional de la Història els va portar a reunir-se d'alguna manera. El 1934 es va formar la Junta Americana d'Homenatge i Repatriació de les Restes de Rosas; no va tenir cap èxit en la seva comesa, però va començar la ruta de reunió de les restes disperses d'aquesta escola historiogràfica. El juny de 1938, commemorant el centenari de la mort d'Estanislao López, es va formar a la província de Santa Fe l'Institut d'Investigacions Federalistes, «per lluitar per una ja impostergable revisió històrica».
El 1930, Carlos Heras va crear la primera càtedra d'història argentina contemporània del país, i va ser el membre més destacat del Grup de La Plata juntament amb Joaquín Pérez, autor de diverses obres sobre la crisi de l'any 1820.
L'altre autor destacat del període va ser Diego Luis Molinari, especialista en el període colonial, i els antecedents immediats de la Revolució de Maig. La seva tasca historiogràfica no va ser més gran per la seva molt intensa dedicació a la política, primer a la Unió Cívica Radical, i més tard al peronisme. Una característica particular de la seva obra va ser que va interactuar amb un altre autor, amic seu, d'estil i d'inspiració totalment liberal, Emilio Ravignani, amb qui compartia alumnes a la Universitat.
A la tendència netament nacionalista, declaradament revisionista, va pertànyer Julio Irazusta, autor d'una monumental Vida política de don Juan Manuel de Rosas a través de su correspondencia.
El 1939 va aparèixer la Historia falsificada d'Ernesto Palacio, que anys més tard editaria una Historia de la Argentina, molt crítica del liberalisme.

## La dècada del 1940
La dècada del 1940 es va iniciar amb la Vida de Juan Manuel de Rosas, de Manuel Gálvez, que va imprimir a la seva obra un to novel·lesc. Pot semblar un anticipador de l'exitós gènere anomenat «novel·la històrica», de gran difusió a finals del segle xx, però en el seu cas va ser un intent de fer més accessible al públic de masses una historiografia que fins aleshores s'enredava en discussions acadèmiques o ideològiques.
L´autor més important del període, que no va ser estrictament un revisionista d'aquest període, va ser José Luis Busaniche. Aquest santafesí es va dedicar a l'estudi de la vida d'Estanislao López y el federalismo i altres temes d'història santafesina de la primera meitat del segle xix. També es va dedicar a traduir i prologar edicions de diversos viatgers i diplomàtics estrangers, i també de l'edició de 1962 de Rosas visto por sus contemporáneos, un conjunt d'articles escrits per diferents autors argentins i estrangers contemporanis del restaurador. L'obra més destacada de Busaniche va ser la seva Història Argentina, que va deixar inconclusa i com a manuscrit a la seva mort el 1959. Per cert, no es considerava estrictament un revisionista.
Tampoc va ser revisionista en el sentit clàssic Enrique M. Barba, de marcades simpaties federalistes, però acèrrimament enemic de la imatge revisionista de Rosas. De fet, va ser Barba qui més va difondre la idea que Rosas era un unitari que feia servir el nom de federal. Les seves obres més conegudes van ser Correspondencia entre Rosas, Quiroga y López, i Unitarismo, federalismo, rosismo.
L'agost del 1941 es va formar l'Institut d'Investigacions Històriques Juan Manuel de Rosas. El seu primer president va ser el general Juan Ithurbide, però els seus membres més destacats van ser Manuel Gálvez, Ernesto Palacio, Julio Irazusta, Rodolfo Irazusta, i Ricardo Font Ezcurra. Més tard s'hi incorporarien José María Rosa i Arturo Jauretche.
Segons Rosa, 
| « | El seu propòsit no era, només, reivindicar la persona i el govern de Rosas en un debat acadèmic ja guanyat per avançat, però que per endavant sabia que s'hauria de refusar. Era reivindicar la pàtria i el poble –la «terra i els homes» – recobrant l'autèntica història dels argentins. A la falsejada noció del passat, que ens havia convertit i mantingut en un estat de colònia espiritual i material, s'hi oposaria la veritat d'una tradició heroica i criollíssima perquè l'Argentina es recuperés com a nació. De passada esfondraria amb indignada iconoclàstia els «pròcers» de l'antipàtria que van portar al colònia. Era combatiu i apassionat, amb passió de pàtria... | » |

Com a escola historicista, el revisionisme va exposar el mètode d'investigar i explicar el passat, el mateix de Saldías. Primer, una profunda tasca investigadora. Després, l'aplicació d'un mètode crític sever per reconstruir els fets històrics. Finalment, la interpretació, no des de la llibertat, les institucions, la humanitat ni les conveniències ideològiques, sinó des de l'Argentina com a nació, com a part de la germandat hispanoamericana, i des dels argentins com a integrants d'una nació.
La postura ideològica més difosa entre els revisionistes va ser el nacionalisme. En les primeres etapes, es va tractar d'un nacionalisme elitista, per després passar a visions més populars, nodrint-se també d'aportacions d'esquerra, cosa que es va anomenar «esquerra nacional». Molts dels seus autors més destacats es van incloure en el peronisme.
L'autor més respectat per tot el grup, i un dels més importants, va ser Raúl Scalabrini Ortiz. D'orígens conservadors, va passar a l'oposició després de 1930; les seves obres fonamentals van ser Política británica en el Río de la Plata e Historia de los Ferrocarriles Argentinos.

## El revisionisme catòlic
Els intel·lectuals de l'any 1900 eren activament anticlericals, amb molt rares excepcions. El revisionisme, a més de defensar Rosas, federals i colonitzadors espanyols, va tendir a defensar també la figura de l'Església catòlica. Entre els seus historiadors més destacats es van trobar Guillermo Furlong, un jesuïta dedicat a la formació cultural i religiosa de l'Argentina, especialment abans del 1810.
També Rómulo Carbia va fer importants aportacions en aquesta àrea. Molt posterior és l'obra de Vicente Sierra, que va publicar una molt personal Historia de la Argentina, en què es va esforçar per arribar a les seves pròpies conclusions, esquivant les dels clàssics i també les dels revisionistes.

## Després del peronisme
Durant el govern de Juan Domingo Perón, el revisionisme va aconseguir dominar l'àmbit acadèmic nacional i es va estendre més que mai abans. Els revisionistes s'identificaven amb el peronisme, però el mateix Perón mai no es va definir per la visió històrica d'aquests seguidors seus. La posició de la historiografia clàssica o liberal va quedar molt relegada.
Raúl Scalabrini Ortiz va tornar a escriure sobre història seguint el seu amic Arturo Jauretche, que no era un historiador sinó un polemista i un articulista que escrivia sobre l'actualitat i el futur exemplificant amb aportacions històriques.
L'autor més destacat i prolífic va ser José María Rosa, amb obres com Defensa y pérdida de nuestra independencia económica (1941), El cóndor ciego (1952), La Extraña muerte de Lavalle (1952), Nos, los representantes del pueblo (1956), La caída de Rosas (1958, ampliant el 1960 l'apartat El Pronunciamiento de Urquiza), i La guerra del Paraguay y las montoneras argentinas (1965). La seva obra de més abast va ser Historia Argentina, començada a editar el 1963, amb 14 volums. En els seus darrers anys va dirigir diverses revistes, i va arribar a defensar les seves posicions en emissions televisives. Últimament, les seves obres van ser editades a Internet pel seu fill.
Altres autors destacats van ser: el pare Leonardo Castellani, Fermín Chávez (especialista en el període rosista i en la resistència contra Mitre i Sarmiento), Juan José Hernández Arregui (d'origen marcadament d'esquerra com Milcíades Peña, León Pomer, Rodolfo Puiggrós i Jorge Abelardo Ramos). També hi van figurar Federico Ibarguren, Salvador Ferla, Julio Irazusta, Rodolfo Irazusta, Roberto Marfany, i les obres finals de Manuel Ugarte.
Diverses publicacions periòdiques van difondre les posicions revisionistes, sense exigir als autors estendre's al nivell d'edició dels llibres. Però la publicació més important en aquest sentit va ser la revista Todo es Historia, fundada per Félix Luna. Aquest autor va començar sent un autèntic revisionista, i la seva revista va estendre per tot el país les posicions del revisionisme. Però amb el pas del temps la seva posició es va acostar gradualment a la de l'escola clàssica. I després d'editar centenars d'articles d'aquesta inspiració, la revista es va dedicar a intentar arribar a un compromís històric entre els dos corrents predominants. Tot i això, va arribar a publicar una obra en col·laboració molt important, el Memorial de la Patria, una mena d'història argentina en 36 volums escrita per diversos col·laboradors de Todo es Historia.
Després del cop d'Estat del 1955 el canal habitual de transmissió del revisionisme, l'Institut d'Investigacions Històriques Juan Manuel de Rosas, va romandre pràcticament tancat fins que Arturo Frondizi va assumir la presidència el 1958. La gran majoria dels discursos del dictador Pedro Eugenio Aramburu i Isaac Rojas en el seu primer any de govern van contenir evocacions elogioses a la memòria de Caseros o algun altre símbol de l'imaginari històric rebutjat pel revisionisme clàssic. L'abast d'aquesta propaganda antirevisionista es va estendre fins als programes d'estudis d'història a les escoles, fins als cursos de capacitació sindical de la CGT intervinguda.

## Finals delseglexx
Les postures revisionistes mai no van arribar a desplaçar per complet la historiografia clàssica. L'ampliació de l'Acadèmia Nacional de la Història mai no va arribar a incloure'ls, ja que es va limitar a ampliar l'espectre d'interessos i l'espectre geogràfic representat.
A partir del cop militar del 1976, la historiografia va semblar entrar en una relativa decadència al país. La recuperació de la democràcia el 1983 va concentrar els esforços intel·lectuals en el present, és a dir, en la política, els drets humans i l'economia. D'altra banda, a finals de la dècada del 1980 hi va haver un esclat de la «historiografia econòmica», orientada a estudis en què els temes analitzats pel revisionisme van passar a segon pla.
Durant els governs del matrimoni Kirchner (Néstor Kirchner i Cristina Fernández de Kirchner) (2003-2016) es produeix una vigorosa reaparició del revisionisme històric, o «neorevisionisme històric», o «història nacional, popular, federal i iberoamericana». Durant aquests anys es va reivindicar la gesta de la Vuelta de Obligado decretant-se festiu nacional el 20 de novembre, «Dia de la Sobirania», es va ascendir a general a Juana Azurduy i a Felipe Varela, a la festa del Bicentenari de la Revolució de Maig es va honrar als pròcers que segons la visió revisionista van ser enfosquits per la historiografia federal, com els cabdills federals, Manuel Dorrego, Andresito entre d'altres. Es destaquen dos corrents fonamentals, un d'orientació esquerrana, la principal figura del qual és Norberto Galasso, que basa la seva doctrina en el marxisme, i una altra, composta principalment per peronistes simpatitzants de l'esquerra nacional i independents entre els quals cal destacar Pacho O'Donnell i Hugo Chumbita.

## Institut Nacional de Revisionisme Històric Argentí i Iberoamericà Manuel Dorrego
Per Decret 1880/2011 de la presidenta Cristina Fernández de Kirchner es va crear l'Institut Nacional de Revisionisme Històric Argentí i Iberoamericà Manuel Dorrego, un dels objectius del qual era la reivindicació de les figures històriques recolzades pel revisionisme històric a l'Argentina, i el seu primer president va ser Mario Pacho O'Donnel. L'Institut Dorrego va dur a terme una tasca de divulgació dels pensadors que van nodrir el revisionisme, com Jorge Abelardo Ramos, José María Rosa, Arturo Jauretche, Manuel Ugarte, Fermín Chaves, Ortega Peña, Eduardo Luis Duhalde i altres, va publicar llibres i programes de televisió ben rebuts pel públic, però no va aconseguir commoure els fonaments universitaris i acadèmics de la historiografia liberal, que va continuar manifestant-li una oberta actitud crítica.
Hi va haver conflictes interns, a principis del 2014, va renunciar a O'Donnell i, posteriorment també alguns dels seus principals membres i historiadors, com Hernán Brienza, Hugo Chumbita i Felipe Pigna. El desembre del 2014, Pacho O’Donnell va proposar tancar l'Institut Dorrego i va afirmar: «No eren Luis Alberto Romero ni Beatriz Sarlo els nostres pitjors enemics: estaven dins». Per la seva banda Víctor Jorge Ramos va criticar la ministra de Cultura Teresa Parodi per no autoritzar partides per a despeses de l'Institut i poc després, en una sol·licitada del 31 de desembre de 2014, l'Institut (la presidència del qual estava exercint Luis Launay) va repudiar, al seu torn, les partides de Ramos.
El 4 de gener del 2016 l'Institut va ser dissolt per un decret del president Mauricio Macri que en els seus considerants es refereix a la «pluralitat ideològica» i afirma que «no és funció de l'Estat promoure una visió única de la Història ni reivindicar cap corrent historiogràfica, sinó, per contra, generar les condicions per a l'exercici lliure i independent de la investigació sobre el passat».